# XVII Korpus Armijny (Cesarstwo Niemieckie)

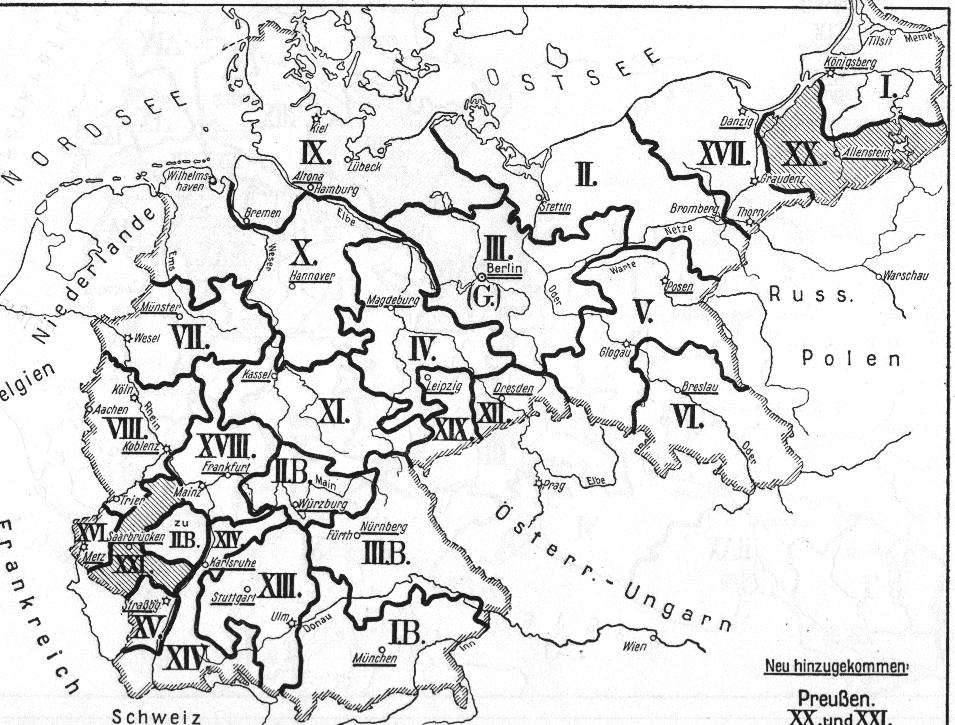
Zasięg korpusów w 1914

XVII Korpus Armijny  (niem. XVII. Armee-Korps)  – wyższy związek taktyczny Armii Cesarstwa Niemieckiego. 

## Charakterystyka
29 czerwca 1912 armię niemiecką zorganizowano w 25 korpusów prowadzących rekrutację na terenach 22 terytorialnych okręgów korpuśnych. Każdy korpus tworzyły dwie dywizje piechoty, zwykle o kolejnych numerach. Korpusy zgrupowane były w osiem inspekcji armii. Barwą XVII KA był kolor cytrynowy.
W sierpniu 1914 rozwinięto w Niemczech do etatów wojennych związki operacyjne (armie). W skład 8 Armii wszedł między innymi XVII Korpus Armijny. W I wojnie światowej korpus walczył na froncie wschodnim.
Korpus na stopie wojennej początkowo składał się ze sztabu korpusu, oddziałów korpuśnych i dwóch dywizji piechoty. Jednak wojna pozycyjna wymusiła bardziej płynną organizację korpusów, która umożliwiałaby przerzucanie nawet do sześciu dywizji na odcinki korpusów znajdujących się na głównym wysiłku obrony. Reformę tę sformalizowano w grudniu 1916, a Korpus od tej pory traktowano jako tymczasowe zgrupowanie poszczególnych dywizji.

## Struktura organizacyjna
Skład od 2 VIII 1914 do 20 IX 1915:
- dowództwo korpusu
- 35 Dywizja Piechoty
- 36 Dywizja Piechoty

## Dowódcy korpusu
| Stopień           | Imię i nazwisko        | Okres           |
| ----------------- | ---------------------- | --------------- |
| Generał piechoty  | August von Lentze      | od 24 III1890   |
| Generał piechoty  | Georg von Braunschweig | od 3 IV 1902    |
| Generał kawalerii | August von Mackensen   | od 27 I 1908    |
| Generał piechoty  | Günther von Pannewitz  | od 2 XI 1914    |
| Generał lejtnant  | Paul Fleck             | od 7 IX 1916    |
| Generał lejtnant  | Richard von Webern     | od 19 II 1918   |
| Generał lejtnant  | Günther von Etzel      | od 23 VII 1918  |
| Generał lejtnant  | Axel von Petersdorff   | od 27 VIII 1918 |
| Generał piechoty  | Otto von Below         | od 13 XIII 1918 |